# 蹴上站 (京阪)
蹴上站（日语：／ Keage eki */?）是位於京都府京都市東山區，京阪電氣鐵道京津線的電車站（廢站）。在1997年（平成9年），隨著京都市營地下鐵東西線開業，京津線京津三條至御陵之間被廢除，此站也被廢除。

## 歷史
- 1912年（大正元年）8月15日：京津電氣軌道開業，此站啟用[1]。
- 1932年（昭和7年）2月8日：電車站被遷移。
- 1945年（昭和20年）
  - 5月15日：此電車站由於戰爭激烈化而暫停營業。
  - 10月2日：此電車站重開。
- 1997年（平成9年）10月12日：京津線京津三條至御陵之間廢線，此站被廢除[1][2]。

## 電車站構造
此站設有2面2線的相對式月台，月台是以安全地帶型式存在。由於此站只可讓設有梯級的車輛停靠，因此只有普通列車停靠此站，急行（1981年廢除）和準急通過此站。

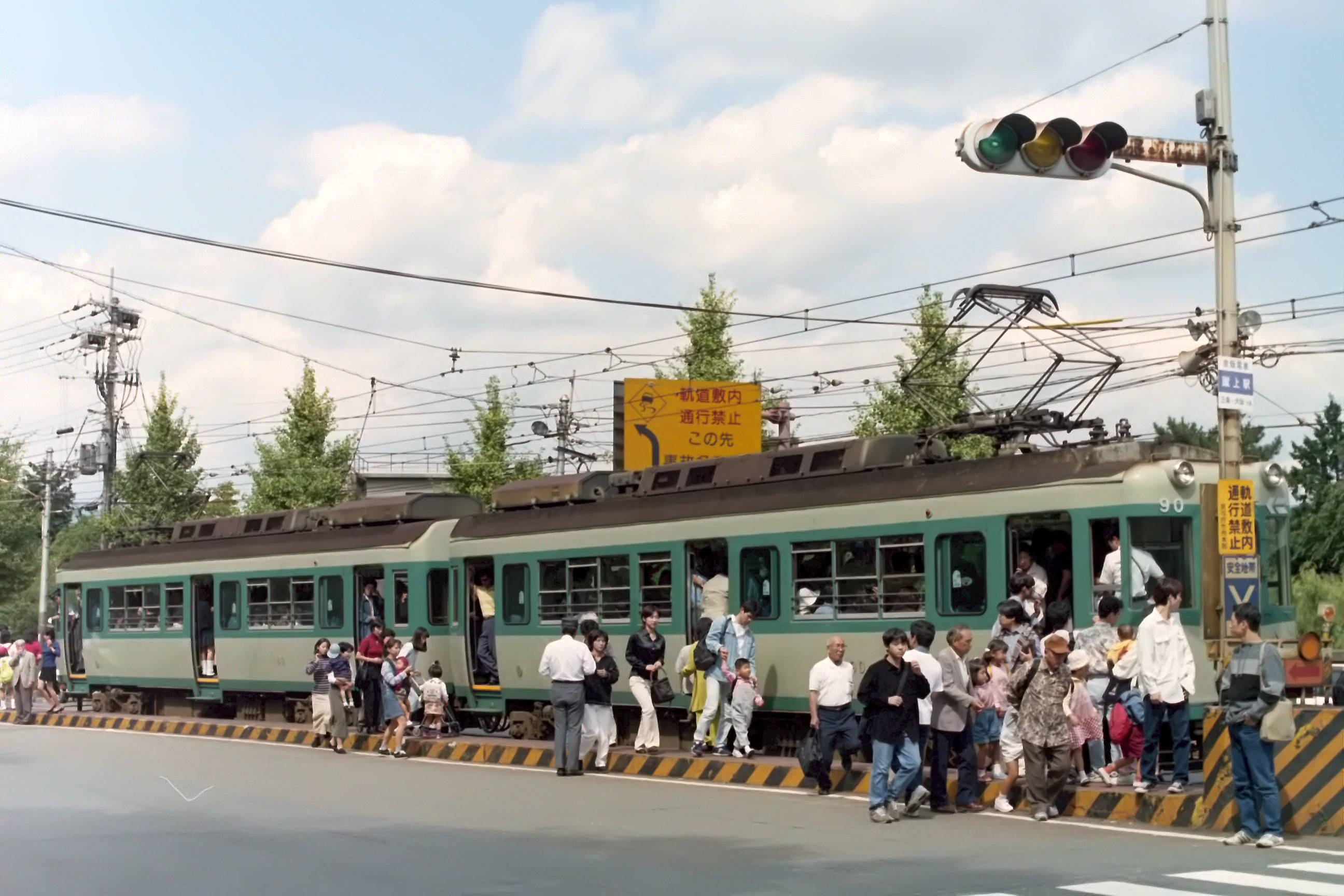
停靠中的京阪80形（1997年，蹴上路口）

## 其他
- 在第二次世界大戰中前，於此電車站附近的仁王門通（日语：仁王門通）上設有京都市電蹴上線（日语：京都市電蹴上線）（1965年7月廢除）蹴上停留場。
- 此電車站附近的道路旁種滿了櫻花樹，為京津線其中一處著名的攝影地點。
- 此電車站曾經被取景，當時在1981年上映的「日清茶漬拉麵」電視廣告中出現了此電車站。在廣告中出現了80形（日语：京阪80型電車）列車和下車的上班族。

## 相鄰電車站
京阪電氣鐵道
京津線
東山三條－*平安神宮前－*岡崎道－蹴上－九條山
*刪除線的電車站是在廢線前已經被廢除。

## 注腳

## 相關項目
- 日本鐵路車站列表 Ke
- 蹴上站 - 替代車站。